# Obervermuntwerk II

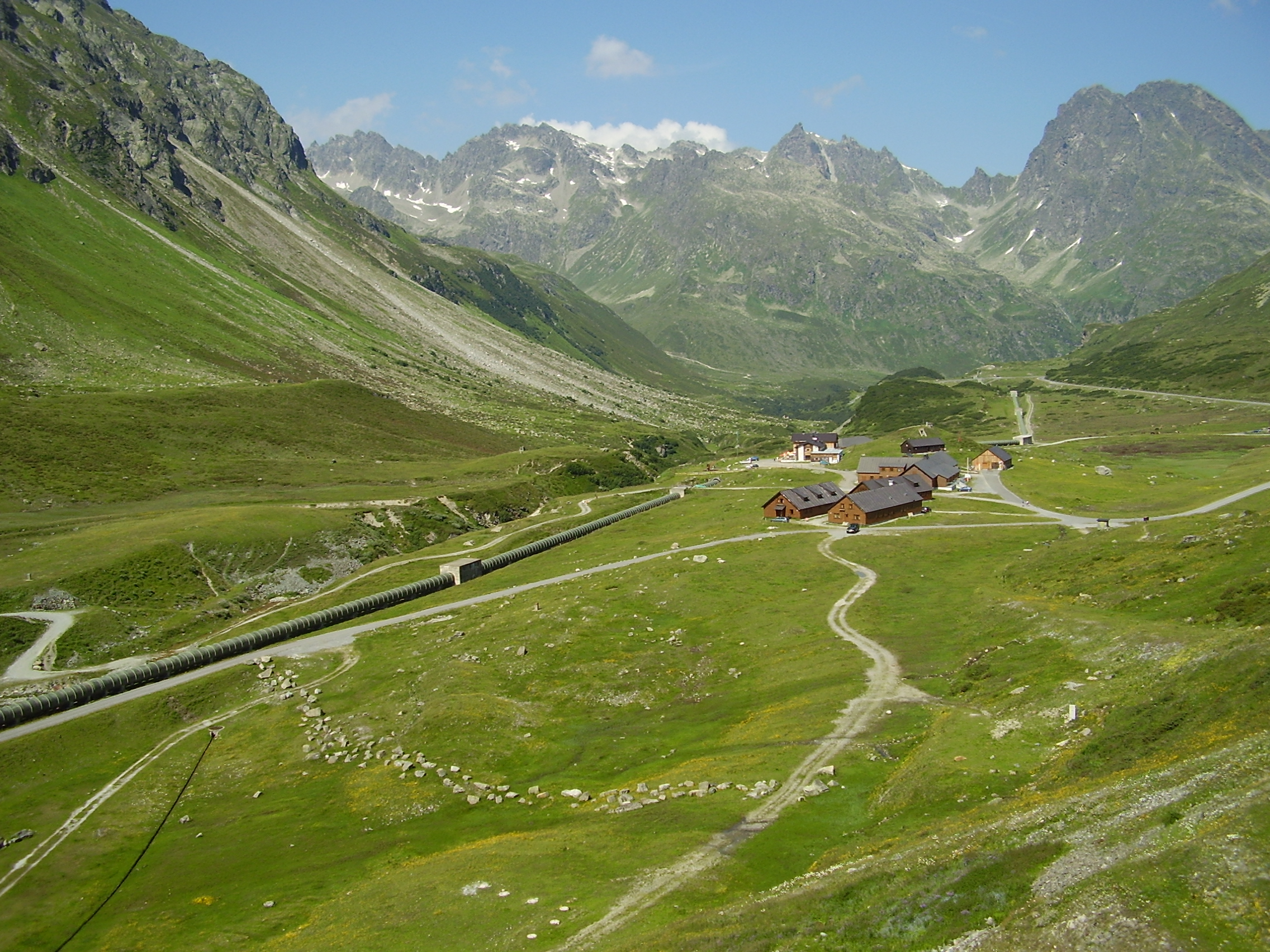
Oberirdische Druckrohrleitung vom Silvretta-Stausee zum Obervermuntwerk I – wurde nach Fertigstellung des Obervermuntwerkes II abgetragen.

Das Obervermuntwerk II (OVW II) ist ein Hochdruck-Pumpspeicherkraftwerk der illwerke vkw AG am Vermuntsee im österreichischen Bundesland Vorarlberg.
Es ist Teil der Kraftwerksgruppe Obere Ill-Lünersee und nutzt, im Gemeindegebiet von Gaschurn liegend, den Höhenunterschied vom Silvretta-Stausee (2030 m ü. A.) zum Vermuntstausee auf 1743 m ü. A. zur Erzeugung von elektrischer Energie. Das Kraftwerk ist unterirdisch am Vermuntsee angelegt und hat eine Engpassleistung von 360 Megawatt.

## Geschichte
Mit dem Bau des Obervermuntwerks I wurde im Jahr 1938 begonnen. Bereits kurz nach der Fertigstellung entstanden Pläne zur Realisierung einer weiteren Kraftwerksstufe zwischen den Speichern Silvretta und Vermunt. In den 1980er Jahren wurde über Ersatzlösungen für die oberirdische Druckrohrleitung durch eine unterirdische Variante nachgedacht und es wurden verschiedene Projektvarianten entwickelt. Zwischen 2000 und 2009 wurden mehrere Erneuerungsvarianten der Druckrohrleitung Obervermunt untersucht.
Der Bau des Obervermuntwerkes II wurde am 5. Mai 2014 begonnen und bringt eine als notwendig erachtete Optimierung der Energieressourcen, die derzeit nur teilweise vom vorhandenen Obervermuntwerk I genutzt werden (Parallelkraftwerksanlage). Die Planungen für das Obervermuntwerk II begannen 2010. Bis 2013 war das notwendige Behördenverfahren abgeschlossen.
Mit dem Obervermuntwerk II kann nun die volle Kapazität beider Speicher Silvrettasee und Vermuntsee energiewirtschaftlich genutzt werden. Es wird ein Wirkungsgrad bei der Pumpspeicherung von rund 80 Prozent angestrebt. Für das Obervermuntwerk II werden keine neuen Wasserressourcen benötigt, da auf bereits bestehende Kapazitäten der Speicher zurückgegriffen werden kann.
Das Investitionsvolumen betrug etwa 500 Millionen Euro, wobei etwa die Hälfte der Investitionen aus Eigenmitteln gedeckt werden konnte.
Nach der probeweisen Inbetriebnahme des zweiten Maschinensatzes Ende 2018 und einer Überprüfung im ersten Halbjahr 2019 wurde das Kraftwerk am 7. Juni 2019 eröffnet. Bereits im Oktober 2019 wurden im Zuge einer Überprüfung Schäden am Kraftwerk festgestellt und dieses abgestellt. Beide Maschinensätze mussten repariert werden. Einer der Maschinensätze konnte Mitte Dezember 2019 wieder in Betrieb gehen.

## Technik
Es ist das zweitgrößte Kraftwerk der illwerke vkw und wird vollautomatisch und ferngesteuert durch das illwerke vkw control center (icc) in Vandans überwacht. Es ist schwarzstartfähig.

### Krafthaus – Maschinenkaverne
Das Kraftwerk wird mit den beiden horizontalen Maschinensätzen speziell auch für den raschen Einsatz zum Ausgleich der Netzschwankungen durch erneuerbare Energieträger (Windenergie, Sonnenenergie – Photovoltaik) eingesetzt. Jeder Maschinensatz besteht aus einer Francisturbine, einem Motorgenerator, einer Kupplung und einer Pumpe, den dazugehörigen Regel- und Steuereinrichtungen und anderen Nebenanlagen.
Dieses Kraftwerk ist, wie die Kraftwerke Kopswerk I und Kopswerk II, als Kavernenkraftwerk ausgeführt. Dadurch werden optische Eingriffe in die Landschaft sowie Gefährdungen der Kraftwerksanlagen durch Lawinen erheblich reduziert. Die Maschinenkaverne ist etwa 117 m lang und 33 m hoch, hat eine maximale Breite von rund 33 m und misst in der Sohlbreite rund 25 m. Unter ihrer Decke sind zwei Brückenkrane mit je 130 t Tragfähigkeit, die mit einer Traverse gekoppelt 250 t heben können, installiert.

#### Technische Daten

##### Energiegewinnung
- Hersteller Turbine: Andritz AG
- Turbinentype: Francis
- Turbinengesamtleistung (Engpassleistung): 360 MW
- Turbineneinzelleistung: 180 MW
- Generatornennleistung: 200 MVA
- Gesamter Ausbaudurchfluss der Turbinen: 150 m³/s
- Drehzahl: 428,5/min
- kleinste Fallhöhe 243,20 m,
- größte Fallhöhe 311,20 m.

##### Pumpbetrieb
Hersteller Pumpe: Voith
- Leistungsaufnahme der Pumpen: 2 × 180 MW
- Gesamter Ausbaudurchfluss der Pumpen: 135 m³/s

Die Maschinensätze dienen der Erzeugung von Regelenergie und Spitzenenergie. Die volle Anpassungsfähigkeit der Leistungsaufnahme der Maschinensätze im Pumpbetrieb wird durch die Anwendung des hydraulischen Kurzschlusses hergestellt.

##### Antrieb/Generator
Der Antrieb der Pumpen und die Stromerzeugung erfolgen bei beiden Baugruppen über einen siebenpoligen Motorgenerator von General Electric mit einer Nenndrehzahl von 428,5 pro Minute. Die Motorgeneratoren sind zwischen Turbine und Pumpe angeordnet und werden von der Turbine durch eine Lastkupplung und von der Pumpe durch einen Wandler getrennt.

### Leitungsführung und Transformation

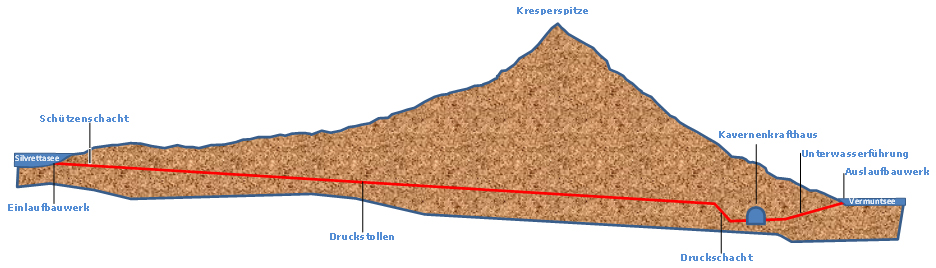
Schnitt neue Kraftwerksleitung Obervermuntwerk II

Die Trafokaverne ist an die Maschinenkaverne anschließend (von Norden aus betrachtet stirnseitig vor der Maschinenkaverne). Sie hat eine Gesamtlänge von etwa 46 m, ist rund 19 m hoch und 19,5 m breit. In der Trafokaverne sind die Transformatoren der beiden Maschinensätze und ein zusätzlicher Netzkuppeltransformator, die SF6-Hochspannungsschaltanlage, Teile der Belüftungsanlage und der Heizung eingebaut. Die Transformatoren von Siemens sind aus Sicherheitsgründen in eigenen Trafoboxen untergebracht, die mit automatischen Löschanlagen ausgestattet sind. Die Haupttransformatoren haben ein Gewicht von 270 Tonnen.
Das Obervermuntwerk II ist an die 220-kV-Spannungsebene angeschlossen. Von der Schaltanlage in der Transformatorkaverne führt ein Kabelsystem bis zur Schaltanlage des Kopswerkes I in Partenen und von dort weiter über die bestehenden 220-kV-Freileitungssysteme Partenen nach Bürs (Umspannanlage Bürs). Da Hochspannungsmasten im engen Tal oberhalb von Partenen wegen der Lawinengefahr nicht aufgestellt werden, wird der Strom zunächst durch die Stollen der ehemaligen Höhenbahn nach Trominier und von dort an der Trasse der Vermuntbahn entlang nach Partenen geleitet.
Die Eigenversorgung der Kraftwerkskaverne erfolgt über drei Wege:
- einen 40-MVA-Transformator über die 220-kV-Anbindung,
- über das bestehende 20-kV-Infrastrukturnetz über „Partenen Loch“ und der Station Vermunt,
- über eine autonome 20-kV-Anspeisung aus dem Obervermuntwerk I.

### Hydraulische Daten
Jede Änderung der Triebwasserführung, die durch die Lastwechselgänge der Maschinensätze hervorgerufen wird, wie z. B. Anfahren oder Abbremsen der Maschinen, Öffnen oder Schließen der Absperrorgane, wird über das Wasserschloss Krespa (in der Nähe der Silvretta-Hochalpenstraße) bzw. das Wasserschloss Seelikopf (für die Unterwasserführung) ausgeglichen. Diese Begrenzung von Druckstoß- und Schwingungsvorgängen wird durch eine entsprechende Dimensionierung der Leitungen und des Wasserschlosses ermöglicht.

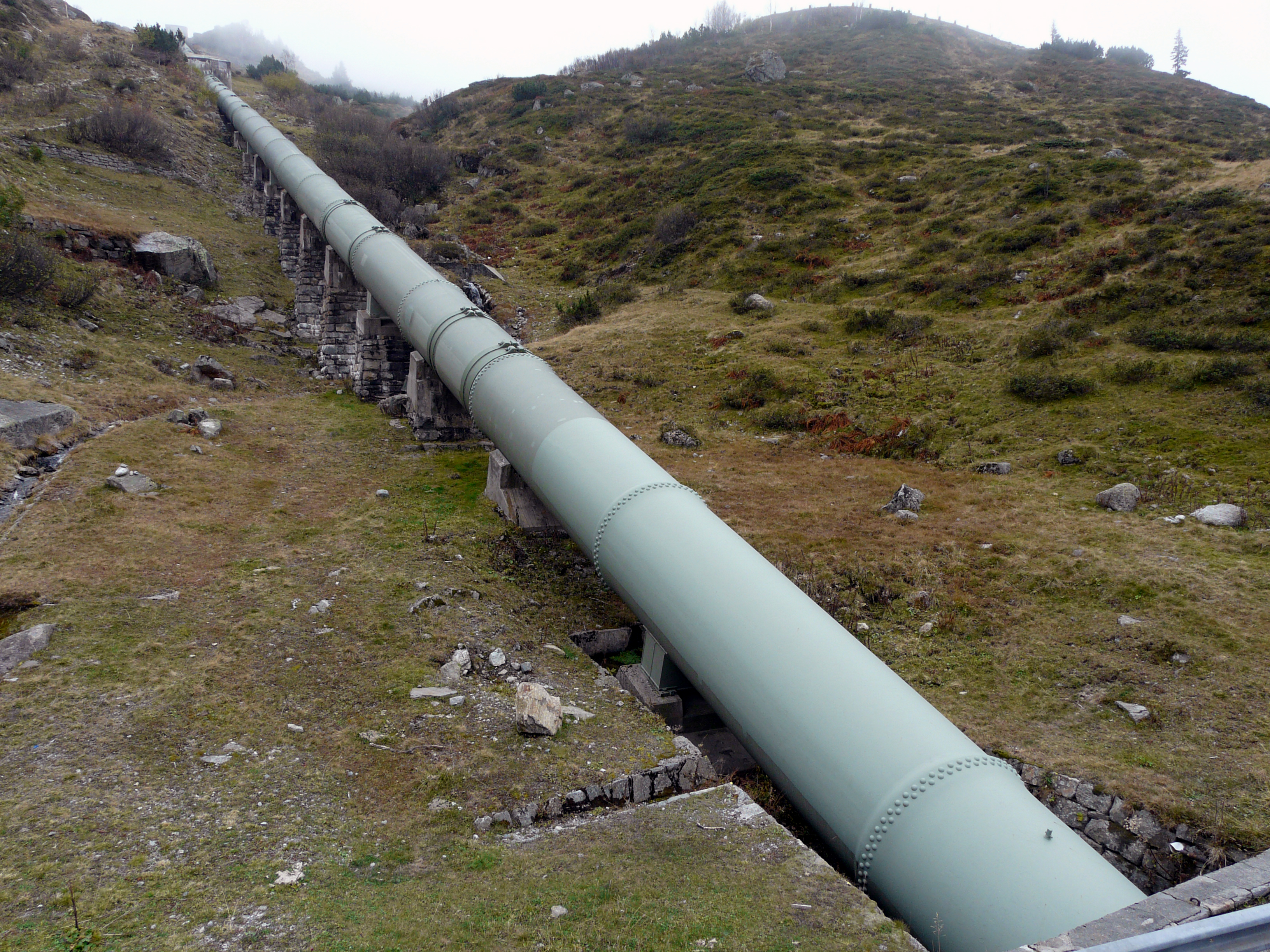
Ausgediente Druckrohrleitung zum Obervermuntwerk I

Das Wasser für das Obervermuntwerk II wird aus dem Silvretta-Stausee (Oberspeicher) über
- einen Einlaufstollen (Länge: 170 m, Durchmesser: 6,80 m),
- einen im Fels verlegten Druckstollen (Länge: 2800 m, Durchmesser: 6,80 m) bzw.
- Druckschacht (Länge 110 m, Durchmesser: 4,50 m)

zum Kavernenkrafthaus beim Vermuntsee geführt. Der Vermuntsee dient dabei als Unterspeicher und wird von der Kaverne mit einem Unterwasserstollen angebunden (Länge: 380 m, Durchmesser: 6,40 m).
Die bestehende oberirdische Druckrohrleitung des Obervermuntwerks I (3,3 km lang) wurde durch die gemeinsame neue unterirdische Triebwasserführung mit dem Obervermuntwerk II ersetzt. Der Druckstollen ist als Rohrstollen ausgeführt. Dabei wird nicht der gesamte ausgebrochene Querschnitt für den Druckstollen genutzt. Im ausgebrochenen Rohrstollen befindet sich eine Druckrohrleitung aus Stahl mit einem Durchmesser von rund 3,80 Metern, die auf so genannten „Auflagern“ aufliegt. Die Verbindung von der Schieberkammer des Kraftwerks bis zum Silvrettastollen ist etwa 1.270 Meter lang.

## Bauphasen

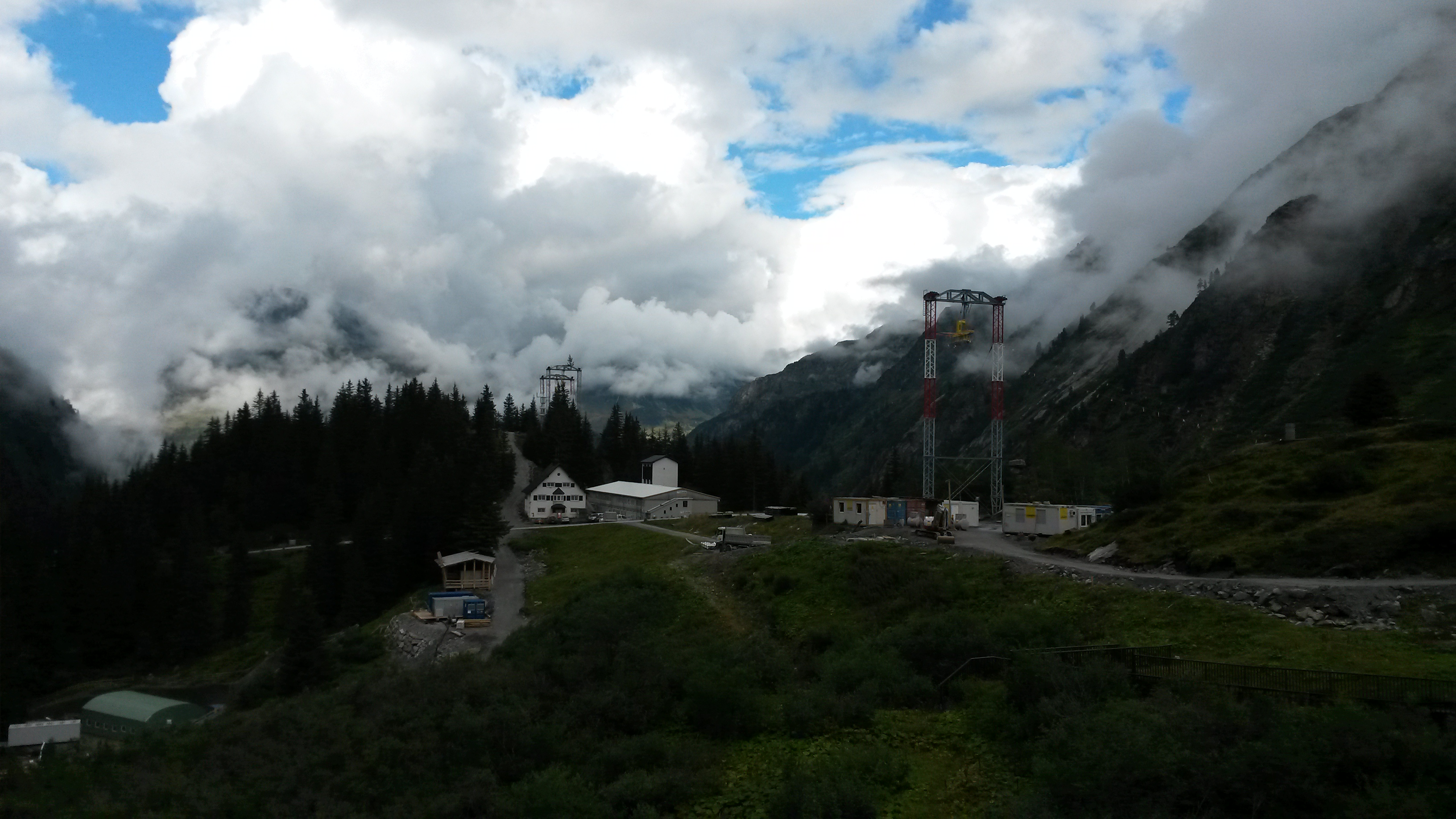
Bergstation der temporären Materialseilbahn Obervermuntwerk II in Partenen, Vorarlberg, Österreich auf 1741 m.ü.A.

Die Projektphase für den Bau des Kraftwerkes begann 2010, die dafür notwendige Umweltverträglichkeitsprüfung wurde ab 2011 durchgeführt und 2013 abgeschlossen. 2014 begannen die Ausbrucharbeiten. Etwas zeitversetzt nach den Ausbrucharbeiten begannen 2015 die Betonarbeiten.
Die mechanischen und elektrischen Arbeiten wurden entsprechend dem Baufortschritt vorgenommen. So begann der Stahlwasserbau 2015. Die nicht mehr benötigte alte Druckrohrleitung zum Obervermuntwerk I wurde bis Ende 2021 abgebaut.
Der Silvrettasee war bis dato im Winter stets zugefroren. Das ermöglichte im Bereich des Sees einen von Lawinen weitgehend ungefährdeten Zustieg zur Wiesbadener Hütte. Weiterhin wurde im Winter immer eine Langlaufloipe auf dem See angelegt. Durch den im Vergleich zum Obervermuntwerk I um ein Mehrfaches gesteigerten Ab- und Zufluss friert der See im Nordteil nicht mehr zu. Deshalb wurde bereits zu Beginn der Bauarbeiten im Süden der Staumauern ein Tunnel durch den Nordostausläufer des Lobspitzmassivs getrieben.
Für die Bauphase des Kraftwerks und insbesondere zur Versorgung der Baustelle im Winter (Sperre der Silvretta-Hochalpenstraße) wurde eigens eine temporäre Materialseilbahn errichtet.

### Technische Daten Seilbahn
- Hersteller: LCS Cable Cranes (Sulz)
- Errichtung: Juni bis September 2014
- Talstation: Nähe Mautstation Silvretta Hochalpenstraße (1143 m ü. A.)
- Bergstation: beim Vermuntsee (1741 m ü. A.)
- Höhenunterschied: 598 m
- Schräge Länge: 2640 m
- Freistehende Stützen: 7
- Stützenhöhe: 20 bis 37 m
- Antrieb: zwei geregelte Drehstromantriebe mit je 400 kW

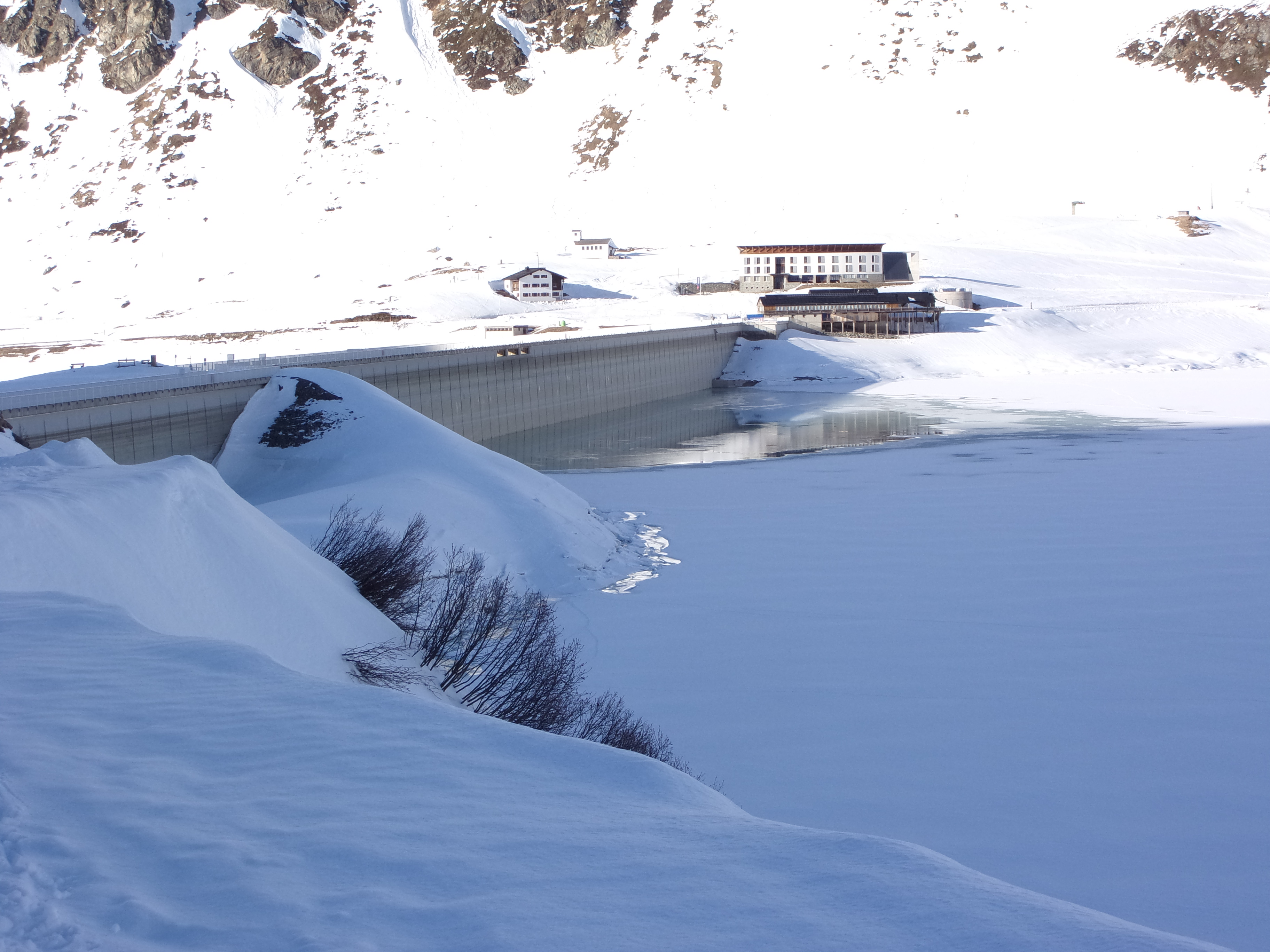
Durch die hohe Wasserentnahme und -zufuhr durch das Obervermuntwerk II friert der Silvrettasee im Winter nicht mehr komplett zu.

- Fahrgeschwindigkeit: 2 m/s (bei 20 to) oder 3 m/s (bis 17 to)
- Durch die hohe Wasserentnahme und -zufuhr durch das Obervermuntwerk II friert der Silvrettasee im Winter nicht mehr komplett zu.Nutzlast: 20 Tonnen